# Jaś Fasola: Nadciąga totalny kataklizm

Oryginalny obraz: James McNeill Whistler, Portret matki 1871, Musée d’Orsay, Paryż

Jaś Fasola: Nadciąga totalny kataklizm (ang. Bean: The Ultimate Disaster Movie) – amerykańsko-brytyjski film komediowy z 1997 roku w reżyserii Mela Smitha. Pierwszy pełnometrażowy film o przygodach Jasia Fasoli.
Zdjęcia do filmu kręcono w Los Angeles oraz w Londynie.

## Fabuła
Do muzeum sztuki nowoczesnej w Los Angeles zostaje przywieziony obraz Matka Whistlera autorstwa Jamesa McNeilla Whistlera (w rzeczywistości obraz ten znajduje się w Musée d’Orsay w Paryżu i jest większy niż kopia filmowa). Muzeum wysyła list do drugiego muzeum w Londynie z prośbą o przysłanie specjalisty, aby uświetnił on ceremonię odsłonięcia obrazu w amerykańskiej galerii. Dobroduszny dyrektor promuje Jasia Fasolę, a pracownicy zgadzają się na jego wybór, bo to oznacza pozbycie się kłopotliwego współpracownika. Fasola w Los Angeles zostaje przyjęty jak prawdziwy profesor sztuki, a jego zachowanie początkowo uważa się za niegroźne wybryki uczonego. Tymczasem Fasola prezentuje swój niepowtarzalny styl zachowania się w każdej sytuacji, m.in. w domu Davida Langleya oraz jego rodziny, u których pomieszkuje w czasie pobytu w USA.
Fasola przypadkowo niszczy obraz Matki Whistlera. Musi go naprawić do czasu, aż nie zostanie on publicznie odsłonięty. Na miejsce oryginału wkleja reprodukcję z plakatu, a zniszczony obraz zabiera do domu.

## Obsada
- Rowan Atkinson – Jaś Fasola
- Peter Egan – Lord Walton
- John Mills – Prezes
- Peter Capaldi – Gareth
- June Brown – Delilah
- Peter MacNicol – David Langley
- Pamela Reed – Alison Langley
- Andrew Lawrence – Kevin Langley
- Tricia Vessey – Jennifer Langley
- Burt Reynolds – Generał Newton
- Danny Goldring – Ochroniarz
- Harris Yulin – George Grierson